# Roger Le Déaut
Roger Le Déaut, né à Camors le 28 octobre 1923 et mort à Chevilly le 12 juillet 2000, est un prêtre de la Congrégation du Saint-Esprit qui a été un professeur de langue et de littérature araméenne et targoumique à l’Institut biblique pontifical à Rome,.

## Principales publications
- Targoum du Pentateuque / traduction des deux recensions palestiniennes complètes avec introduction, parallèles, notes et index (en collaboration avec J. Robert), Sources chrétiennes 245, 256, 261, 271, 282; Cerf, Paris, 1978-81
- Targoum des Chroniques (Cod. Vat. Urb. Ebr. 1). I. Introduction et traduction. II. Texte et glossaire (en collaboration avec J. Robert), Analecta Biblica 51A/B, Pontificio Istituto Biblico 1971
- Liturgie juive et Nouveau Testament: Le témoignage des versions araméennes, Scripta Pontificii Instituti Biblici 115, Pontificio Istituto Biblico, Roma, 1965 (trad. Anglaise, The Message of the New Testament and the Aramaic Bible (Targum), Subsidia Biblica 5, Biblical Institute Press, Roma 1982
- Introduction à la littérature targoumique, Pontificio Istituto Biblico, Roma 1966
- Le Judaïsme, in Dictionnaire de spiritualité, vol. VIII, p. 1847-1522.
- La Nuit pascale; essay sur la signification de la Paque juive à partir du Targum d'Exode XII, 42. Pontificio Istituto Biblico, Roma 1963.